# 小行星2419
小行星2419（2419 Moldavia）是一颗围绕太阳公转的小行星。1974年9月19日，柳德米拉·切爾尼赫在克里米亚发现了此天体。
該小行星以摩爾達維亞蘇維埃社會主義共和國命名。
这颗小行星的绝对星等为261.25595等。